# Ratzenberg (Obertaufkirchen)
Ratzenberg ist ein Ortsteil in der Gemeinde Obertaufkirchen im oberbayerischen Landkreis Mühldorf am Inn.

## Lage

Waliser Schwarzvieh auf einer Weide beim Gut Ratzenberg

Das Gut Ratzenberg liegt nördlich des Ratzenberger Grabens, der 500 Meter südöstlich von Ratzenberg in den dem Ornauer Bach mündet. Es liegt in der Luftlinie etwa 3,5  Kilometer südlich der Bundesautobahn A 94. Die nächstgelegenen größeren Städte sind im Osten die Kreisstadt Mühldorf am Inn (27 km), im Westnordwesten Dorfen (12 km), im Nordnordwesten Landshut (6 km) sowie im Westsüdwesten die Landeshauptstadt München (59 km).

## Solarenenergiegewinnung
Die KWH Netz GmbH (Kraftwerke Haag) betreibt auf dem Gebäude Ratzenberg 1 seit 2014 eine 29-kW-Photovoltaikanlage, die anfangs durchschnittlich etwa 27.132 kWh/Jahr erzeugte.

## Bevölkerungsentwicklung

Gut Ratzenberg

In der Nachkriegszeit des Zweiten Weltkriegs um 1950 lebten dort 25 Einwohner. Im Mai 1987 gab es noch acht Einwohner in drei Wohngebäuden.
| Jahr      | 1871 | 1925 | 1950 | 1970 | 1987 |
| Einwohner | 8    | 14   | 25   | 10   | 8    |